# 보 브리지스
보 브리지스(Beau Bridges, 1941년 12월 9일 ~ )는 미국의 배우, 감독이다. 에미상에 총 14번 후보로 올라 그중 3번 수상하였다. 브리지스는 에미상 미니시리즈·TV 스페셜 부문 남우조연상을 두 번 이상 수상한 유일한 남배우이다. 2003년 할리우드 명예의 거리에 텔레비전 분야로 입성하였다.

## 출연 작품

### 영화
- 포스 오브 이블 (1948)
- 2분 경고 (1976)
- 노마 레이 (1979)
- 심야의 탈출 (1982)
- 고래같은 마음 (1983)
- 뉴 햄프셔 호텔 (1984)
- 트라이앵글 (1989)
- 사랑의 행로 (1989)
- 전자 오락의 마법사 (1989)
- 사이드 킥 (1992)
- 제리 맥과이어 (1996)
- 스파이 하드 (1996)
- 대지진 10.5 (2004)
- 대지진 10.5 2 (2006)
- 굿 저먼 (2006)
- 샬롯의 거미줄 (2006)
- 스타게이트: 진실의 상자 (2008)
- 스타게이트: 컨티넘 (2008)
- 맥스 페인 (2008)
- 디센던트 (2011)
- 히트 앤 런 (2012)
- 콜럼버스 서클 (2012)
- 코쿠리코 언덕에서 (2012) - 영어 더빙
- 에덴의 선택 (2013)
- 가구야 공주 이야기 (2014) - 영어 더빙
- 우리 사이의 거대한 산 (2017)
- 갤버스턴 (2018) - 스탠 역
- 니나의 모든 것 (2018, All About Nina)
- 마이애미에서의 하룻밤 (2020)